# Saint John's Health Center
Saint John's Health Center er et hospital, der ligger i Santa Monica i Californien i USA. Hospitalet blev grundlagt i 1942 af Sisters of Charity of Leavenworth.